# Награды Бельгии
Ордена Бельгии — государственные наградные ордена королевства Бельгия.

## Существующие ордена
| Знак | Орден              | Основан         | Примечания                              |
| ---- | ------------------ | --------------- | --------------------------------------- |
|      | Орден Леопольда I  | 11 июля 1832    | Высшая государственная награда Бельгии. |
|      | Орден Короны       | 15 октября 1897 |                                         |
|      | Орден Леопольда II | 24 августа 1900 |                                         |

## Де-факто упразднённые ордена
| Знак | Орден                    | Основан         | Примечания |
| ---- | ------------------------ | --------------- | --- |
|      | Орден Африканской звезды | 30 декабря 1888 | Награда за действия в Бельгийском Конго. После обретения Конго независимости не вручается, но де-юре продолжает существовать. |
|      | Королевский орден Льва   | 28 июля 1891    | Награда за действия в Бельгийском Конго. После обретения Конго независимости не вручается, но де-юре продолжает существовать. |